# Chrášťany (Boêmia do Sul)
Chrášťany é uma comuna checa localizada na região da Boêmia do Sul, distrito de České Budějovice.